# Nowopietrograd
Nowopietrograd (ros. Новопетроград) – wieś (dieriewnia) w Rosji, w obwodzie omskim, w rejonie isilkulskim. W 2021 liczyła 27 mieszkańców.